# Estação Ferroviária de Ndalahui
Ndalahui, também grafada Nadalauí e antigamente chamada Beira Alta, é é uma interface ferroviária do Caminho de Ferro de Luanda que serve o município de Golungo Alto, em Angola.

## Serviços
A interface é servida por comboios de longo curso no trajeto Musseques–Malanje.